# 大阪市立助産師学院
大阪市立助産師学院（おおさかしりつじょさんしがくいん、OMMS）は、かつて存在した大阪市が設置していた保健師助産師看護師養成所。

## 概要
大阪市立住吉市民病院の敷地内に併設された1年制の各種学校。看護師養成所（看護専門学校など）の卒業者に対して、助産師に必要な専門知識や技術を習得させることを目的とする。
現時点の日本では助産師は女子のみの資格であることから、入学資格も女子のみとなっていた。

## 沿革
1971年に各種学校の認可を受け、翌1972年4月に大阪市立助産婦学院として開校した。2002年3月1日付で助産婦が助産師に改称されたことに伴い、学校名も同日付で大阪市立助産師学院へと改称した。2014年3月31日をもって閉校した。

### 年表
- 1971年
  - 7月 - 保健婦助産婦看護婦法（昭和23年法203号）に基づき助産婦養成所の厚生大臣指定を受ける
- 11月 - 各種学校の認可を受ける
- 1972年4月 - 大阪市立助産婦学院として開校
- 2002年3月 - 大阪市立助産師学院に改称
- 2014年3月31日 - 閉校

（大阪市立助産師学院の沿革・教育内容（2012年8月18日アーカイブ）より）

## 交通
- 大阪市営地下鉄四つ橋線 玉出駅 南西へ約600m。
- 大阪市営地下鉄四つ橋線 北加賀屋駅 東へ約900m。
- 南海本線 粉浜駅 北西へ約750m。
- 阪堺電気軌道阪堺線 東粉浜停留場 北西へ約800m。
- 阪堺電気軌道阪堺線 塚西停留場 南西へ約900m。
- 大阪市営バス 住吉市民病院前バス停 すぐ。